# 东佛罗里达共和国

东佛罗里达共和国国旗

东佛罗里达共和国（英語：Republic of East Florida），又称佛罗里达共和国或东佛罗里达领地，是美国佛罗里达州历史上的一个未受国际普遍承认国家，存在于1812年，首都是阿米莉亚岛，行政长官是约翰·侯斯顿·麦金托什。